# Лесные Хачики
Лесны́е Ха́чики (чув.  Вăрманкас Хачăк) — деревня в Республике Чувашии в составе России, в Моргаушском районе. Расположена в северной части республики к северо-востоку от Чебоксар.

## История
До 1866 года деревня имела статус государственной. До 1920 года посёлок находился в составе Татаркасинской волости, а до 1927 года — в Чебоксарском уезде. В 1927 году посёлок вошёл в состав Татаркасинского района, в 1939 году — в состав Сундырского, в 1962 году — в состав Чебоксарского, в 1964 году — в состав Моргаушского района.

## Название
История возникновения названий «Хачики» - это история переименований на русский язык бывших марийских  деревень. Названия Хачики, Лесные Хачики, Полевые Хачики и Нижние Хачики относятся к периоду миграции горных марийцев со стороны Белого моря, когда на путях миграции создавались поселения-метки (1-2 дома-времянки). Такие поселения обозначались меткой «гач» (через), например: Вайгач, Сергач, Колкач и т. д. Лесные Хачики — небрежное русское переименование метки Шыргы Гач (через лес), Полевые Хачики — Ныр Гач (через поле), Нижние Хачики — Карем Гач (через овраг).

## Перепись населения
Население составляет 138 человек на 2010 год.